# Lucas Cantoro
Lucas Maximilian Cantoro (Buenos Aires, 3 aprile 1979) è un ex calciatore argentino, di ruolo attaccante.

## Carriera
Cresciuto nel Vélez Sársfield, ha esordito nella Primera División argentina nel 1999. Dopo 6 partite in campionato con gli argentini è stato ceduto in prestito al Racing Montevideo, con cui ha giocato 3 partite nel Torneo Clasificatorio della massima serie uruguaiana.
In seguito si è trasferito in Italia giocando per varie squadre di Serie C1 e Serie C2 (Lega Pro Prima Divisione e Lega Pro Seconda Divisione dopo il cambio di denominazione) militando in Monza, Foggia, Padova, Paganese e Cosenza.
Si è trasferito poi al Potenza (Prima Divisione Girone B), dove il 26 maggio 2009 ha rescisso consensualmente il contratto con la società, per poi approdare, il 31 agosto successivo, al Pisa in Serie D. Il 18 aprile 2010 è lui a segnare la rete con cui il Pisa batte 1-0 il Pontedera, che consente ai nerazzurri di vincere matematicamente il proprio girone e di essere così promossi in Lega Pro Seconda Divisione.
Dopo 10 anni trascorsi in Italia (dal 2001 al 2011), nel gennaio del 2011 si è accasato all'Hà Nội ACB, una delle squadre della capitale vietnamita che, nonostante le sue 13 reti, al termine del campionato è retrocessa. La sua carriera continua nel paese asiatico,  nelle file del Hà Nội T&T.
Nel gennaio 2014 passa ai maltesi del Qormi concludendo la stagione con 3 reti segnate. A novembre torna a giocare in Molise con la maglia dell'Olympia Agnonese con la quale realizza 4 reti non riuscendo però ad evitare la retrocessione.
Nel luglio 2015 torna a vestire la maglia dell'Isernia undici anni dopo l'ultima volta.

## Palmarès

### Club

#### Competizioni nazionali
- Serie D: 1

Isernia: 2002-2003
Pisa: 2009-2010